# Réactions nucléaires avec des ions lourds
Les réactions nucléaires avec des noyaux lourds (ou avec des ions lourds) sont des réactions provoquées par la collision de deux noyaux atomiques accélérés, soit naturellement comme les rayons cosmiques ou lors de la nucléosynthèse stellaire, soit artificiellement par des accélérateurs. On les distingue des réactions avec des particules légères (photons, protons, neutrons ou particule α) ; les noyaux du faisceau vont du plus léger comme le lithium (nombre de nucléons A = 6) aux plus lourds comme l'uranium (A = 238). 
Le paramètre essentiel est l'énergie cinétique des noyaux accélérés, qui se mesure en MeV par nucléon (traditionnellement notée MeV/A). Désormais, la gamme d’énergie accessible est très étendue, elle va de quelques MeV/A à quelques TeV/A (un facteur 106).
Il en résulte une très grande variété de phénomènes. Par exemple : à basse énergie, création de deux noyaux en sortie, proches des noyaux initiaux ; à plus haute énergie, multifragmentation (noyaux légers et nucléons isolés) et création de particules élémentaires nouvelles ; dissociation des nucléons eux-mêmes aux énergies ultrarelativistes.

## Objectifs scientifiques
Aux basses énergies (proches de la barrière coulombienne), les objectifs sont l’étude de la structure des noyaux et de leurs modes d’excitation, l’exploration de la vallée de la stabilité par création de noyaux radioactifs inconnus, dits exotiques : « Ces noyaux à durée de vie limitée, instables, radioactifs, [...] développent des structures inhabituelles (grande extension de matière, halo ou peau de neutrons, couches présentant de nouveaux nombres magiques) ». 
Aux plus hautes énergies, on étudie les propriétés de la matière nucléaire et de ses différentes phases (liquide superfluide, gaz de nucléons et de fragments nucléaires, plasma quark-gluon).

## Perspective historique[6]
Le début du XXe siècle est marqué par la découverte de la radioactivité naturelle. Les chercheurs démontrent très vite que les radioactivités α puis β sont des désintégrations nucléaires (Frederick Soddy et Ernest Rutherford, en 1903), puisque le noyau atomique après émission est différent du noyau initial.

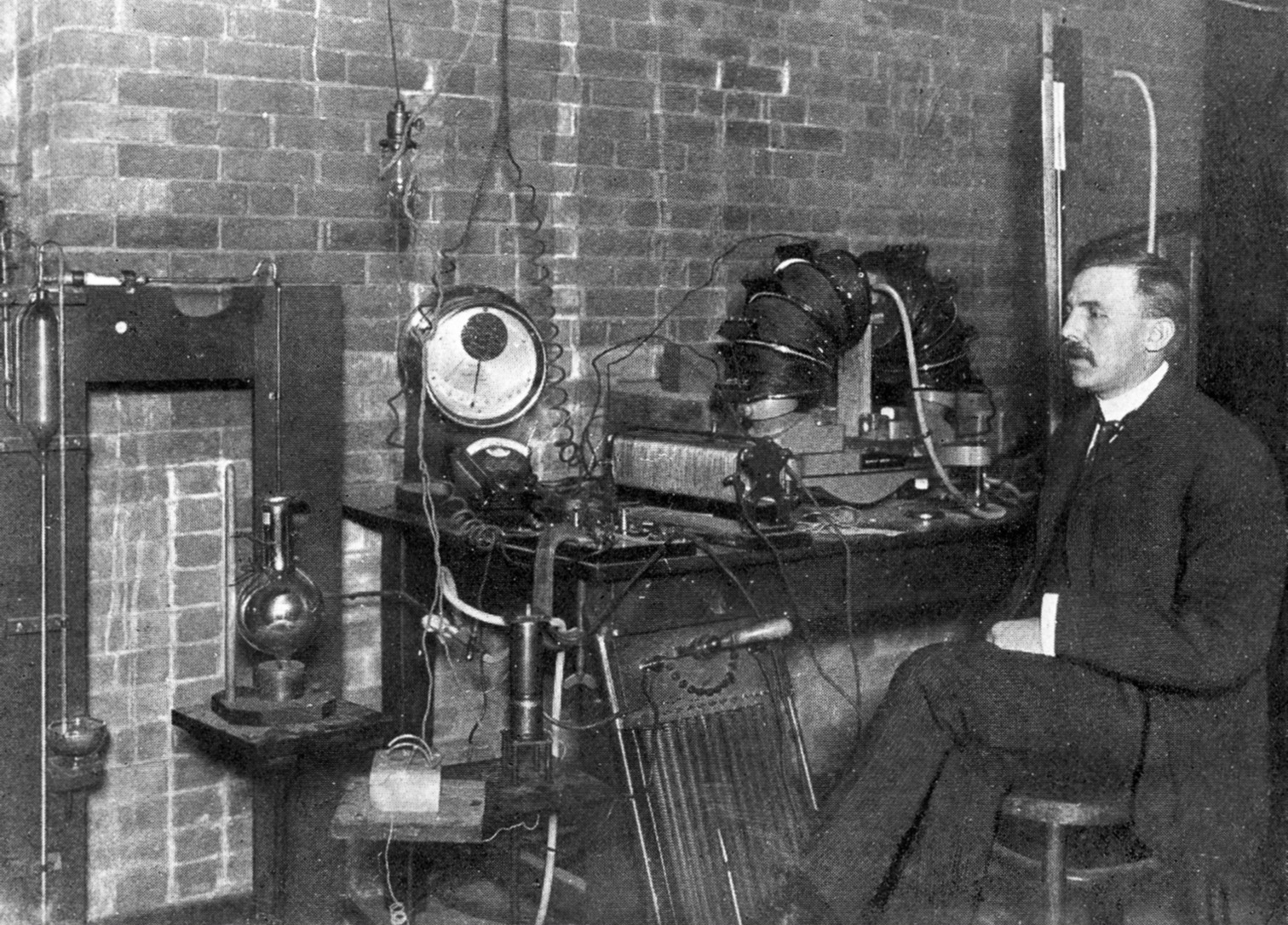
Laboratoire d'Ernest Rutherford (1905).

La première réaction nucléaire « artificielle » entre noyaux est mise en évidence par Rutherford en 1919, en bombardant des noyaux d'azote par des particules α (des noyaux d’hélium 4) issues d’une source radioactive ; il observe l’émission de protons, qui n’existaient pas auparavant et résultent donc de la réaction. De nos jours, on écrirait la réaction : 
4
2He + 14
7N ⟶ 17
8O + 1
1p.
Le proton est éjecté après formation d'un noyau de fluor 18, excité et instable, résultant de la fusion de la particule α et de l'atome d'azote. Au bilan, il y a eu transmutation de l’azote en un isotope de l'oxygène.
Ce type de réactions nucléaires induites par des particules incidentes accélérées se développe avec l’apparition des premiers accélérateurs (1929, accélérateurs électrostatiques de type van de Graff ; accélérateurs utilisant les champs électromagnétiques, comme le cyclotron réalisé par l’équipe d'Ernest Lawrence à Berkeley à partir de 1932). Des quelques MeV obtenus au départ au TeV (million de MeV) du LHC au CERN, la gamme d’énergie et d’intensité des noyaux accélérés explose et ouvre de manière considérable les types de collisions nucléaires accessibles à l’expérience.

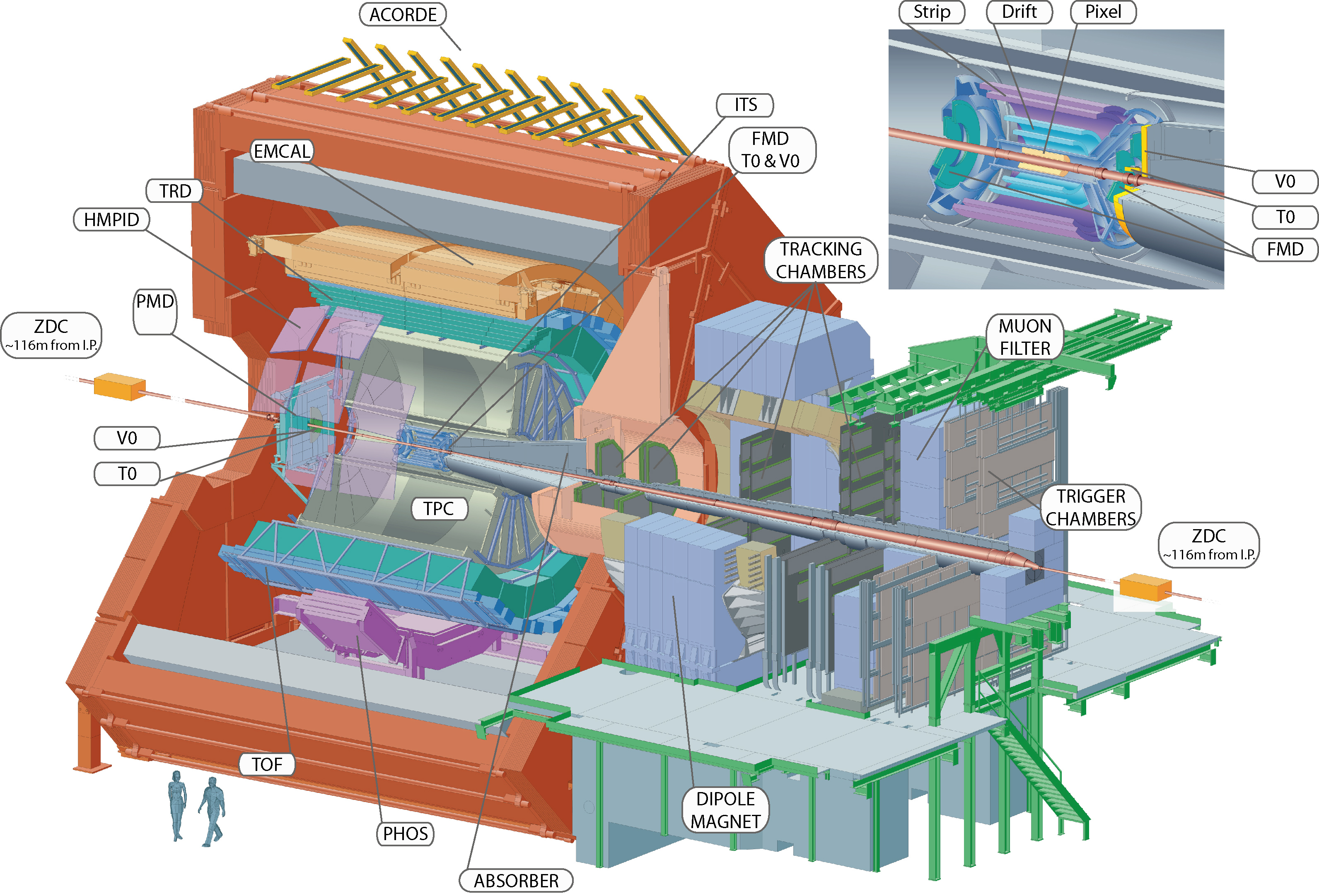
Un détecteur (ALICE) du LHC au CERN (Noter l'échelle humaine, en bas à gauche)

Depuis le milieu du XXe siècle, cette montée en puissance des accélérateurs, en partie due à la technologie des aimants supraconducteurs, et donc des énergies disponibles, fait progressivement diverger la physique nucléaire de la physique des particules.
Les nucléons ne sont pas des particules élémentaires, mais des assemblages de quarks et de gluons confinés. Dans le domaine des basses énergies (typiquement moins de 100 MeV/A), la structure interne des nucléons n’intervient pas dans les réactions, les nucléons interagissent comme des composants indivisibles et la création de particules élémentaires nouvelles (comme les pions) est marginale : c’est le domaine de la physique nucléaire. Aux très hautes énergies, les interactions se font entre les constituants des nucléons et un nombre très important de nouvelles particules sont créées : c’est le domaine de la physique des particules. Aux énergies intermédiaires, c'est le domaine de la physique hadronique.

## Lois de conservation dans les collisions nucléaires
Les lois de la mécanique quantique et de la relativité restreinte induisent la conservation de grandeurs physiques, quels que soient les systèmes considérés et les énergies mises en jeu. Parmi  les grandeurs conservées dans les collisions d'ions lourds, les plus importantes sont :
- l'énergie. Selon la relativité restreinte, l’énergie totale qui est conservée, inclut l’équivalent en énergie de la masse des particules (E = m c2), leur énergie potentielle nucléaire et coulombienne, leur énergie cinétique. Le bilan doit être effectué en tenant compte des corrections relativistes pour les vitesses proches de celle de la lumière, et l’équivalent en masse de l’énergie pour les réactions exothermiques ou endothermiques ;
- la quantité de mouvement (ou impulsion). Par exemple, l’émission d’une particule légère (alpha, beta ou gamma) par un noyau lourd provoque un recul du noyau émetteur, qui intervient dans le bilan de l'énergie. L'effet de recul est très important pour les collisions d'un noyau accéléré avec un noyau fixe ;
- dans un contexte relativiste, les deux lois précédentes se combinent dans la conservation du quadrivecteur impulsion-énergie ;
- le moment angulaire (ou moment cinétique) qui inclut le moment orbital (voir infra, lié au paramètre d'impact de la collision) et le spin des particules ;
- la charge électrique ;
- lorsque les réactions sont très violentes (voir infra), les seuils de création de nouvelles particules sont dépassés ; d’autres lois de conservation spécifiques aux particules élémentaires doivent être vérifiées ; par exemple, celle du nombre de baryons (à basse énergie, conservation du nombre de nucléons).

Ces lois contraignent fortement la dynamique de la collision, comme par exemple l'énergie disponible pour la réaction.

### Énergie maximale disponible dans les réactions
Lorsque les noyaux d’un faisceau accéléré interagissent avec ceux d’une cible fixe, les lois de conservation ci-dessus donnent une limite maximale à la part de l’énergie cinétique disponible pour la réaction. La figure ci-dessous donne cette limite dans l’hypothèse (rarement atteinte) où les deux noyaux fusionnent complètement, sans émission de particules.

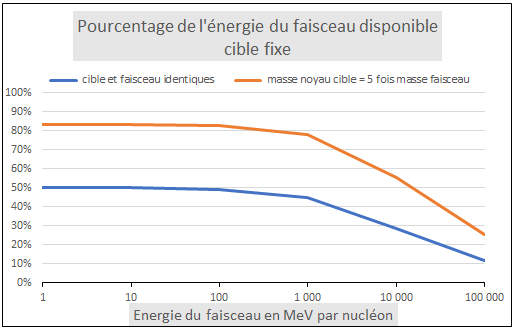
Energie maximale disponible dans une réaction entre ions lourds (cible fixe) ; cette limite hypothétique correspond à une fusion complète entre les 2 noyaux.

Jusqu’à des énergies de 100 MeV par nucléon, on retrouve les résultats de la mécanique classique. Pour un faisceau de noyaux de masse {\displaystyle m_{1}} et d'énergie cinétique {\displaystyle E_{\mathrm {ini} }} impactant une cible fixe de noyaux de masse {\displaystyle m_{2}}, l’énergie totale maximum disponible {\displaystyle E_{\mathrm {disp} }} est celle du faisceau incident modulée par un facteur prenant en compte le recul :
{\displaystyle E_{\mathrm {disp} }=E_{\mathrm {ini} }{\frac {m_{2}}{m_{1}+m_{2}}}}
Lorsque les noyaux de la cible et du faisceau sont identiques, 50 % de l’énergie du faisceau est disponible pour la réaction, le reste est l’énergie cinétique de recul des noyaux fusionnés. Plus les noyaux de la cible sont lourds, plus le recul est atténué et la part de l’énergie disponible augmente.
La cible est donc souvent constituée des noyaux plus lourds (faisceaux de noyaux plus légers) pour maximiser l'énergie disponible. Cependant, les réactions en cinématique inverse (noyaux légers dans la cible) sont utilisées, car avec l'effet de recul et l'entrainement du centre de masse dans le laboratoire, les produits de la réaction ont des vitesses plus grandes et sont plus focalisés vers l'avant, ce qui facilite leur collecte pour identification et analyse.
Au-delà de 100 MeV par nucléon, les effets relativistes limitent fortement l’énergie disponible. Aussi la physique des hautes énergies utilise-t-elle les collisionneurs, dans lesquels on provoque les collisions frontales de noyaux « circulant en sens inverse », ce qui supprime l’effet de recul ; la part « théorique » de l’énergie disponible est de 100 % de l’énergie totale des deux faisceaux.

## Paramètres des collisions nucléaires
De nos jours, une grande variété de réactions nucléaires est accessible à l'expérience. De nombreux laboratoires en Europe et dans le monde offrent aux chercheurs une vaste palette de faisceaux, mais aussi de détecteurs performants pour analyser les produits de réaction (cf. la liste des infrastructures de recherche nucléaires européennes dans le rapport établi en 2017 par le NUPECC - The Nuclear Physics European Collaboration Committee).  Les paramètres intervenant dans la dynamique des réactions sont :

### Choix des noyaux (ou particules) du faisceau et des noyaux de la cible
Historiquement les premiers « faisceaux accélérés » étaient des noyaux de 4He issus de sources radioactives, donc d’énergie peu modulable ; la mise en place des accélérateurs va étendre les gammes d’énergie accessibles pour, dans un premier temps des faisceaux de protons et de 4He ionisés, puis des noyaux stables plus lourds comme les faisceaux de 12C ou de 16O (voir article Synchrotron) ; les expériences récentes au CERN utilisent des faisceaux de 208Pb et le GANIL produit des faisceaux d' 238U.
Le choix de la cible parmi les noyaux stables est contraint notamment pour des cibles minces solides, par des considérations de tenue mécanique, vu l’énergie déposée par les faisceaux de haute intensité et de haute énergie techniquement possibles actuellement. Par ailleurs, utiliser des noyaux stables s’avère trop limité pour explorer la totalité de la vallée de la stabilité.
La technique des faisceaux radioactifs (c’est-à-dire des noyaux produits par une réaction primaire et de durée de vie suffisamment longue pour que l’on puisse les ioniser et les accélérer) s’est développée par exemple au GANIL de Caen (projet Spiral 2) ou au GSI- Darmstadt avec un anneau de stockage  (voir la section Faisceaux radioactifs de la page Noyau exotique).

### Énergie cinétique des noyaux du faisceau,
Sachant que le domaine des réactions nucléaires se situe aux énergies inférieures à 100 MeV par nucléon ; au-delà de quelques centaines de MeV, on entre dans le domaine de la physique hadronique avec les énergies relativistes (de l'ordre du GeV/A) et ultrarelativistes (de l'ordre du TeV/A).

### Paramètre d’impact

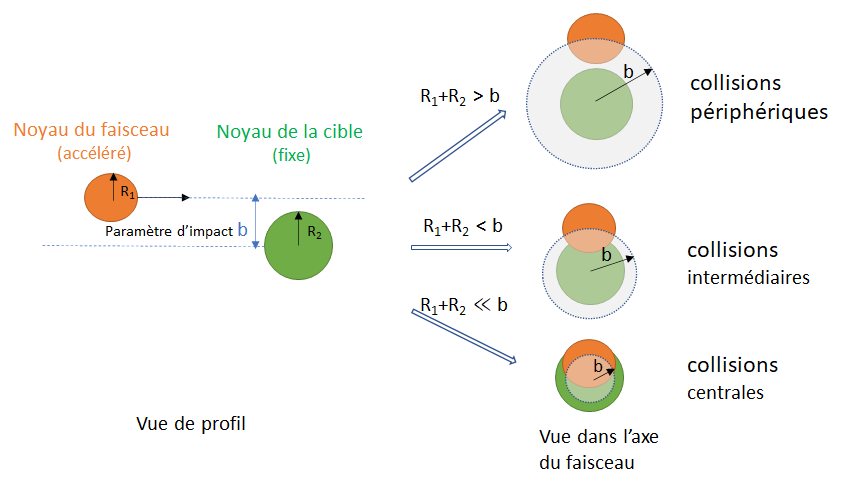
Le paramètre d'impact détermine le caractère central ou périphérique des collisions entre noyaux.

Le paramètre d’impact détermine le caractère central ou périphérique de la collision.
L’interaction entre les noyaux commence à être effective lorsque le paramètre d’impact devient comparable à la somme des rayons des noyaux en interaction (voir figure), c’est-à-dire de l’ordre de quelques fermis (femtomètre) ou de la dizaine selon les noyaux considérés (voir article barrière coulombienne). Plus le paramètre d’impact, diminue plus la réaction devient violente, on passe des collisions périphériques, aux collisions intermédiaires et aux collisions centrales. 
La probabilité relative de ces différentes réactions varie donc comme le carré du paramètre d’impact (voir disque en grisé dans la figure) ; elle détermine la section efficace géométrique de la réaction, qui se mesure en barns (1 barn = 100 fm2). Les sections efficaces effectives sont généralement inférieures aux sections géométriques, car les noyaux ne se comportent pas comme des sphères dures.   
Le paramètre d'impact ne peut pas être ni choisi, ni mesuré directement par l'expérimentateur : un noyau présente une surface de 10−24 cm2, 100 000 000 fois plus petite que la surface atomique qu'il faut atteindre par un faisceau de section de l'ordre du mm2. On compense le caractère très peu probable des collisions par des faisceaux de grande intensité (typiquement 1010 à 1012 particules par seconde).
Le paramètre d’impact détermine le moment angulaire orbital L de la réaction : classiquement, il est le produit {\displaystyle L=pb=mvb}  où {\displaystyle v} est la vitesse des noyaux du faisceau. Dans les collisions d'ions lourds, ce moment atteint des valeurs de plusieurs centaines de fois la valeur du spin intrinsèque des noyaux (voir le chapitre V de la référence). Lors de la collision, tout ou partie de ce moment angulaire est transféré aux noyaux en interaction ; ceci se traduit par leur mise en rotation rapide et permet d’étudier les limites de stabilité des noyaux en rotation.

## Typologie des réactions nucléaires
La typologie des réactions nucléaires ne peut être que schématique étant donné la complexité des mécanismes.

### Selon la voie d’entrée
- La fission spontanée des noyaux lourds et les radioactivités sont des réactions avec un seul noyau initial.

- Les réactions binaires impliquent 2 noyaux dans la voie d’entrée, dont l’un (au moins) a une énergie cinétique fournie par un accélérateur ou un phénomène d’origine naturelle (rayons cosmiques, cycle CNO du Soleil, etc.). Le nombre de noyaux et de particules en sortie dépend beaucoup de l'énergie.

Considérant la faible probabilité des réactions binaires, celles impliquant simultanément trois noyaux (ou plus) sont statistiquement extrêmement improbables et techniquement impossibles à réaliser en laboratoire.

### Selon l’énergie et le paramètre d’impact
En première approximation, on peut distinguer selon l'énergie du faisceau par nucléon accéléré  :

#### Collisions sous la barrière coulombienne (E/A ≈ 1 MeV)
Lorsque l’énergie disponible dans la réaction est inférieure à la barrière (voir barrière coulombienne), il s’agit principalement de collisions élastiques entre particules chargées (diffusion coulombienne) véhiculées par des échanges de photons : les noyaux ont des trajectoires déviées et restent dans leur état fondamental.

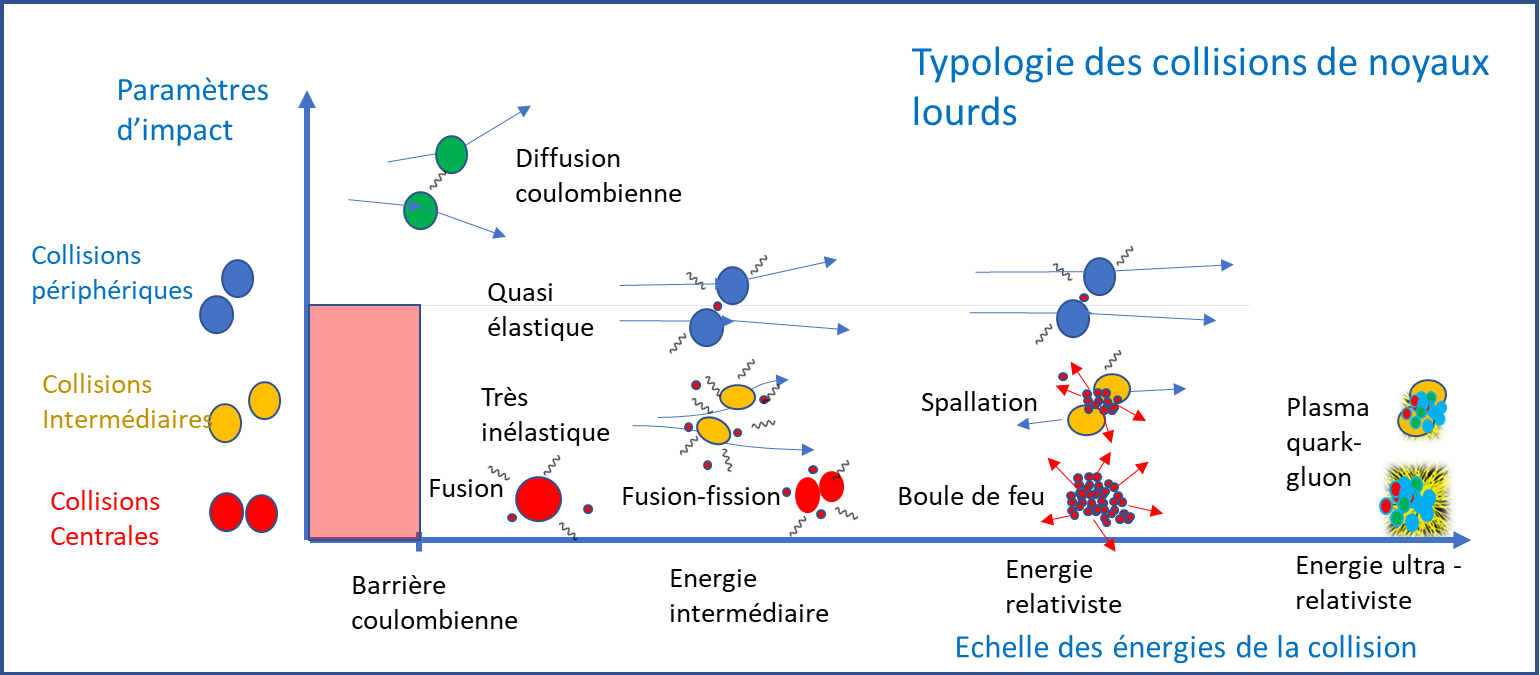
Typologie qualitative des réactions entre noyaux lourds selon l'énergie du faisceau et le paramètre d'impact

#### Collisions de basse énergie (E/A ≈ 10 MeV)[8]
C’est le domaine privilégié d’étude de la structure des noyaux proches de leur état fondamental
- Grands paramètres d’impact : diffusion élastique coulombienne et possibilité d’excitation des modes collectifs des noyaux[15] ( mode dipolaire où l’ensemble des neutrons oscille vis-à-vis de l’ensemble des protons, déformation quadrupolaire, etc).
- Paramètres d’impact intermédiaires : excitation individuelle de nucléons du faisceau ou de la cible, capture d’un (ou de quelques) nucléon(s) d’un noyau par l’autre,

Résultat d'un calcul avec l'équation de Boltzmann quantique d'une réaction de fusion de noyaux lourds (Sn+Xe à 10 MeV/u). Les courbes de niveau représentent la densité nucléaire projetée sur le plan de réaction (cadre 80 x 60 fermis) en niveaux de couleur pour le noyau projectile pour illustrer les échanges de nucléons. L'échelle des temps est le fm/c, temps de parcours de la lumière pour 1 fm. :

- Collisions centrales  :: fusion des 2 noyaux Résultat d'un calcul avec l'équation de Boltzmann quantique d'une réaction de fusion de noyaux lourds (Sn+Xe à 10 MeV/u). Les courbes de niveau représentent la densité nucléaire projetée sur le plan de réaction (cadre 80 x 60 fermis) en niveaux de couleur pour le noyau projectile pour illustrer les échanges de nucléons. L'échelle des temps est le fm/c, temps de parcours de la lumière pour 1 fm. : {\textstyle 3fm/c=10^{-23}sec}avec formation d’un noyau composé (qui a « oublié » les caractéristiques des noyaux qui le composent). Ce noyau composé est dans un état excité, loin de son état fondamental ; il se désexcite, selon les cas, par émission de photons, de protons, de neutrons, ou par radioactivité alpha et bêta, ou enfin par fission, s’il a une charge électrique importante et est en rotation. C'est ce type de réaction qui est recherché pour la production de noyaux superlourds[16].

#### Collisions d’énergie intermédiaire (E/A ≈ des dizaines de MeV)[17]
C’est le domaine privilégié pour l’étude des noyaux loin de la vallée de la stabilité et de la matière nucléaire proche de l’équilibre. L’énergie disponible est très élevée et conduit à des états très excités. En France, le GANIL a été construit pour explorer cette gamme d'énergie.
- Grands paramètres d’impact : collisions élastiques et inélastiques : excitation multiples des résonances géantes (multiphonons)[18].
- Paramètres d’impact intermédiaires : c'est le régime des réactions profondément inélastiques (en anglais : deep inelastic reactions)[19], les 2 noyaux interagissent fortement pendant une durée suffisamment longue pour que des processus d’équilibration aient lieu : transferts de charge, de masse et de moment angulaire entre les 2 partenaires. Ceux-ci se séparent, en étant fortement ralentis, dans des états très excités, avec émission de photons et de particules.

Réaction très inélastique entre deux noyaux lourds (Xe+Sn à 35 Mev/u) modélisée avec l'équation de Boltzmann quantique. Les courbes de niveau représentent la densité nucléaire projetée sur le plan de réaction ; en niveaux de couleur pour le noyau projectile pour illustrer les échanges de nucléons.

- Collisions centrales : la probabilité de formation d’un noyau composé[19] comme aux énergies plus basses est fortement diminuée ; elle est conditionnée par le pouvoir d’arrêt des nucléons du faisceau par le noyau de la cible et réciproquement ; si ce pouvoir d’arrêt est insuffisant, une partie des nucléons traversent la zone d’interaction et contribuent peu à la réaction.

#### Collisions aux énergies relativistes (E/A ≈ quelques centaines de MeV)mière pour t
À ces énergies, le seuil de création de particules comme les pions et les mésons est dépassé. Dans des collisions nucléon-nucléon libres, les seuils de production sont de 280 MeV pour un pion neutre, 290 MeV pour un pion chargé, ou 1260 MeV pour un méson. Ces seuils sont plus bas dans les collisions entre noyaux en raison d’effets collectifs., 
Le modèle participants-spectateurs est dominant. À ces énergies, les nucléons de la zone de recouvrement (participants) entre les noyaux du faisceau et de la cible interagissent fortement, formant une zone très excitée (boule de feu, fireball), quasiment à l’arrêt dans le référentiel du centre de masse ; avant de se désexciter, la matière nucléaire chauffée s’apparente à un gaz de nucléons et de mésons. Les 2 morceaux restants des noyaux continuent sur leur trajectoires (spectateurs).

Réaction entre noyaux lourds à haute énergie (Sn+Xe à 100 Mev/u), modélisée avec l'équation de Boltzmann quantique, conduisant à une multifragmentation de la zone de recouvrement des noyaux à l'impact.

Le paramètre d’impact module la part des nucléons participants et spectateurs ; à la limite des collisions centrales tous les nucléons sont participants.
Des réactions de spallation se produisent également à ces énergies.

#### Collisions aux énergies ultrarelativistes (E/A > 100 GeV)

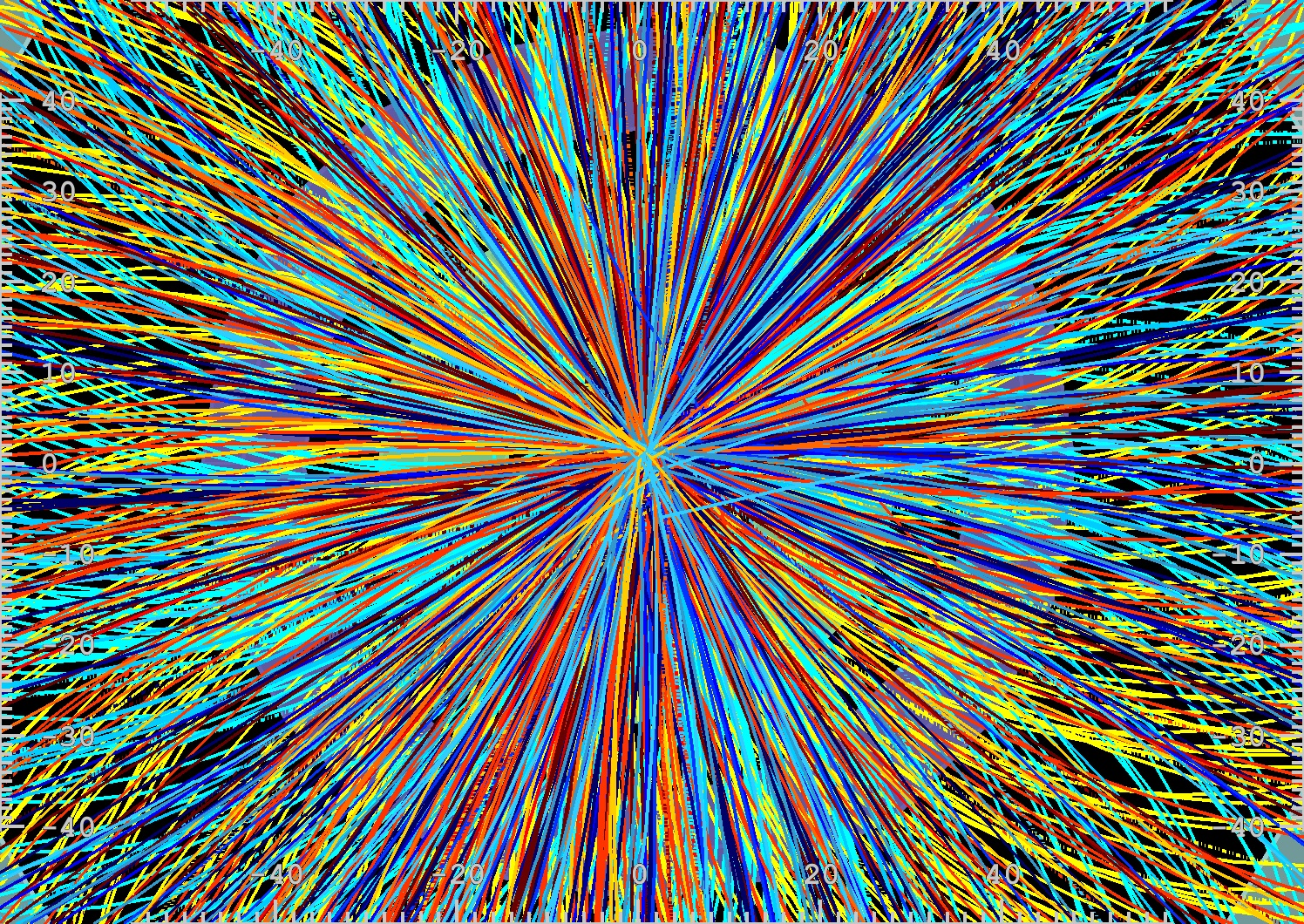
Création de particules dans une collision ultrarelativiste Pb-Pb au LHC - ALICE

Les mécanismes décrits plus haut sont toujours valables, mais l’énergie déposée dans la zone participante atteint des valeurs extrêmes et le seuil de déconfinement des nucléons peut être dépassé avec formation d’un plasma de quarks et de gluons.

## Perspectives
En 2017, le NUPECC (The Nuclear Physics European Collaboration Committee) a élaboré un rapport de prospective pour la physique nucléaire, qui résume les grands axes de recherche actuels et à développer. Ceux impliquant la physique des ions lourds sont :
- comment la force forte entre les nucléons émerge de la structure quark-gluon sous-jacente ?
- comment relier la complexité de la structure nucléaire à l'interaction entre les nucléons ?
- quelles sont les limites de la stabilité nucléaire ?
- comment et où dans l'univers sont produits les éléments chimiques ?
- quelles sont les propriétés des noyaux et de la matière à interaction forte rencontrés peu après le Big Bang, dans les événements cosmiques catastrophiques et dans les objets stellaires compacts ?

Pour atteindre ces objectifs, les ruptures technologiques pour augmenter significativement les énergies des faisceaux ne sont pas matures : les efforts doivent être faits pour développer les systèmes de détection à toutes les énergies pour permettre les analyses complètes des résultats des collisions.
Sur le plan théorique :
- les travaux théoriques dans le domaine des collisions d'ions lourds devraient bénéficier d'un soutien continu, à la fois dans leurs aspects phénoménologiques (support théorique nécessaire pour interpréter les résultats et fournir un retour au programme expérimental) et dans ses travaux plus ab initio (chromodynamique quantique).

## Voir également
- Physique nucléaire
- Réaction nucléaire
- Matière nucléaire (physique)
- Equation de Boltzmann quantique
- Structure nucléaire
- Noyau atomique
- Noyau exotique
- Plasma quark-gluon
- Relativité restreinte
- Grand accélérateur national d'ions lourds
- LHC